# Clytellus kareli
Clytellus kareli là một loài bọ cánh cứng trong họ Cerambycidae.